# Diaethria beleses
Diaethria beleses är en fjärilsart som beskrevs av Frederick DuCane Godman och Osbert Salvin 1889. Diaethria beleses ingår i släktet Diaethria och familjen praktfjärilar. Inga underarter finns listade i Catalogue of Life.